# Psammostiba
Psammostiba is een geslacht van kevers uit de familie van de kortschildkevers (Staphylinidae).

## Soorten
- Psammostiba comparabilis (Mäklin, 1853)
- Psammostiba hilleri (Weise, 1877)
- Psammostiba jessoensis (Brundin, 1943)
- Psammostiba kamtschatica (Brundin, 1943)
- Psammostiba kenaii Gusarov, 2003